# 검은궁둥이아구티
검은궁둥이아구티(영어: Dasyprocta prymnolopha)는 아구티과에 속하는 남아메리카 설치류의 일종이다. 브라질의 토착종이며, 노르데스치 지방에 대략 고르게 분포한다. 통용명은 검은 궁둥이가 오렌지색 몸과 대비되어 도드라져 보이게 때문에 붙여진 이름이다.